# Gregorio di Nissa
Gregorio di Nissa, noto anche come Gregorio Nisseno (Cesarea in Cappadocia, 335 – Nissa, 395 circa), è stato un vescovo e teologo greco antico; venerato dalle Chiese cristiane, è uno dei Padri cappadoci. La Chiesa cattolica lo riconosce come Padre della Chiesa.

## Biografia
Si hanno poche informazioni circa la vita di Gregorio di Nissa, poiché il teologo fu sostanzialmente ignorato dagli storici del V secolo e il suo epistolario è di dimensioni drasticamente inferiori rispetto a quello di Gregorio Nazianzeno e di quello del fratello, san Basilio. Inoltre, diversamente da quest'ultimo, in occasione della sua morte non fu composto alcun panegirico, un genere letterario che generalmente rappresenta una fonte ricca di notizie biografiche.
È noto che fu istruito dal fratello, san Basilio Magno, che gli diede una formazione religiosa.
Per un'improvvisa crisi spirituale, Gregorio decise di passare allo studio della retorica e di non consacrarsi. Successivamente si fece monaco nel monastero di Basilio.
Nel 371 divenne vescovo della città di Nissa (da cui prese l'epiteto di "Nisseno").
Avversario degli ariani, fu vittima delle persecuzioni dell'imperatore ariano Valente e dovette lasciare Nissa nel 376. Ritornatovi nel 379, divenne massimo difensore dell'ortodossia cattolica a sostegno dell'imperatore Teodosio I, che lo proclamò «difensore della fede».

## Opere
Gregorio Nisseno, pur essendo il più giovane dei "Padri Cappadoci", è quello che più coerentemente ed organicamente opera un'assimilazione filosofica della letteratura pagana alla fede cristiana, improntando le sue opere all'affermazione del valore paideutico che la letteratura classica ha per instradare l'anima alla virtù.
Se è un merito questo suo atteggiamento "classicistico", gli manca però una robusta personalità che, come per Basilio e Gregorio Nazianzeno, sostenga la speculazione teologica. Il Nisseno è di certo un ottimo dialettico e speculatore e riprende in maniera organica e sistematica la dottrina trinitaria e teologica di Origene, innestandola sul tronco neoplatonico, ma non ha una capacità di trascinare il lettore, nonostante numerosi artifici retorici.

### Trattati teologici
Discorsi confutatori contro EunomioSi tratta di quattro trattati composti in tempi diversi che proseguono la polemica basiliana e l'arricchiscono con alte speculazioni ed argomentazioni. I trattati I-II (380 ca.) sono un attacco alla confutazione che l'ariano Eunomio: aveva fatto delle critiche mossegli da Basilio; il trattato III (381-383), diviso poi in 10 libri, è un nuovo attacco ad Eunomio. Un posto a sé doveva avere il trattato IV, poi unito agli altri nei manoscritti, che critica la professione di fede che Eunomio aveva presentato nel 383 all'imperatore Teodosio.
ConfutazioneContro l'eresia di Apollinare di Laodicea, Gregorio difende la perfetta unione delle nature umana e divina nel Cristo.
Ad Ablabio, sul fatto che non esistono tre deiIn questo trattato, il Nisseno torna sul problema trinitario, distinguendo la Trinità da una concezione di essa che vede le tre persone divine come entità distinte.
Contro il fatoDifesa del libero arbitrio, in opposizione alle dottrine fatalistiche, secondo le quali ogni azione umana è determinata da leggi astrali, alle quali nessuno potrebbe sottrarsi.
Su anima e resurrezioneNon polemico, è un dialogo che imita la struttura del Fedone di Platone, da cui Gregorio riprende l'ambientazione, posta sul letto di morte della sorella Macrina, e la dottrina dell'eros come purificazione graduale dell'anima fino alla conoscenza di Dio, dopo una prima catarsi data all'anima dal battesimo ed al corpo dall'eucaristia.
Grande discorso catecheticoSteso intorno al 385, è un trattato di teologia sistematica in cui il Nisseno, ispirandosi ad Origene, presenta i principali dogmi cristiani e li difende contro i pagani, i giudei e gli eretici, dandone una coerente sistemazione dottrinaria.

### Opere esegetiche
Sulla creazione dell'uomo, Apologia sull'HexahemeronCompletando l'opera del fratello Basilio, che mancava volutamente dell'interpretazione sulla creazione dell'uomo, Gregorio cerca di continuare l'allegorismo mistico di Basilio attingendo allo stesso metodo di usare la filosofia stoica e neoplatonica per l'esegesi biblica.
Contemplazione sulla vita di Mosèpiù che un'opera esegetica, questo trattato, composto forse intorno al 392, riprende l'allegorismo di Filone giudeo nel considerare la vita del grande legislatore ebreo come allegoria del progresso dell'anima verso la compartecipazione del divino, con una trasparente derivazione anche dalla teoria dell'amore di Platone.

### Discorsi
Omelie sul Cantico dei CanticiDel 390, sono 15 sermoni ispirati all'interpretazione allegorica che già Origene aveva offerto del libro veterotestamentario, ma aggiungendo che la sposa del Cantico non è solo la Chiesa, ma anche l'anima che tramite la filosofia può congiungersi a Dio.
Omelie sull'EcclesiasteIn numero di 8, commentano il libro sapienziale dell'Antico Testamento.
Sermoni liturgici, panegirici, sermoni moraliIn linea con l'attività di Basilio, il Nisseno tratta nelle sue omelie non solo delle più grandi festività cristiane, risalendo al significato più profondo, ma si occupa anche di panegirici di santi ed orazioni funebri, tra cui quella per il fratello, ed attacca la decadenza morale dell'epoca. Ma a Gregorio manca la robusta fibra umana e pratica di Basilio, sicché i suoi discorsi sono più che altro elaborate esercitazioni retoriche.

### Opere ascetiche

De virginitate

Sulla verginitàÈ il più antico scritto del Nisseno (371), giunto in due redazioni che testimoniano il lavoro di rimaneggiamento da parte dell'autore. L'autore, in linea con la vita monastica basiliana, esalta l'ascetismo come mezzo principale per giungere alla visione mistica di Dio.
Sull'istituto cristianoTrattato tardo (390 ca.), tende a favorire, come il precedente, la vita contemplativa vista come naturale prosecuzione cristiana della vita "teoretica" dei filosofi pagani, secondo una visuale stoica e neoplatonica.
Vita di MacrinaQuasi un'esemplificazione delle affermazioni dell'autore, è una biografia mistica ed apologetica della sorella di Gregorio e Basilio che, consacratasi al monachesimo, viene proposta come modello di virtù ascetica.

### Epistolario
Composto da 30 lettere, mostra come anche Gregorio avesse una profonda conoscenza dello stile epistolare e i suoi intensi rapporti con Libanio, come già aveva mostrato Basilio.

### Traduzioni italiane
- La vita di Mosè, Testo greco a fronte, a cura di Manlio Simonetti, Fondazione Lorenzo Valla/Arnoldo Mondadori Editore, Milano, 1984.
- Sull'anima e la resurrezione, Testo greco a fronte, a cura di Iliaria Ramelli, Collana Il pensiero occidentale, Milano, Bompiani, 2007.
- Opere dogmatiche, Testo greco a fronte, a cura di Claudo Moreschini, Collana Il pensiero occidentale, Milano, Bompiani, 2014.

### Studi
- (FR) Paul Canart, Recentissimus, non deterrimus: le texte de la lettre 2e de Gregoire de Nysse dans la copie d'Alvise Lollino (cod. Vaticanus gr. 1759), in Zetesis: album amicorum: door vrienden en collegas aangeboden aan E. de Strycker, Antwerpen-Utrecht, De Nederlandsche Boekhandel, 1973,  pp. 717-731, SBN UFI0302468.
- Giulio Maspero, Essere e relazione. L'ontologia trinitaria di Gregorio di Nissa, Roma, Città Nuova, 2013.
- Lucas Francisco Mateo-Seco, Giulio Maspero (a cura di), Gregorio di Nissa. Dizionario, Roma, Città Nuova, 2007.
- Claudio Moreschini, I Padri Cappadoci: storia, letteratura, teologia, Roma, Città Nuova, 2008.
- Salvatore Taranto, Gregorio di Nissa: un contributo alla storia dell'interpretazione, Brescia, Morcelliana, 2009.
- Walther Völker, Gregorio di Nissa filosofo e mistico, Milano, Vita e Pensiero, 1993.